# Сухі ліси Бахіо
Сухі ліси Бахіо (ідентифікатор WWF: NT0204) — неотропічний екорегіон тропічних та субтропічних сухих широколистяних лісів, розташований в Центральній Мексиці.

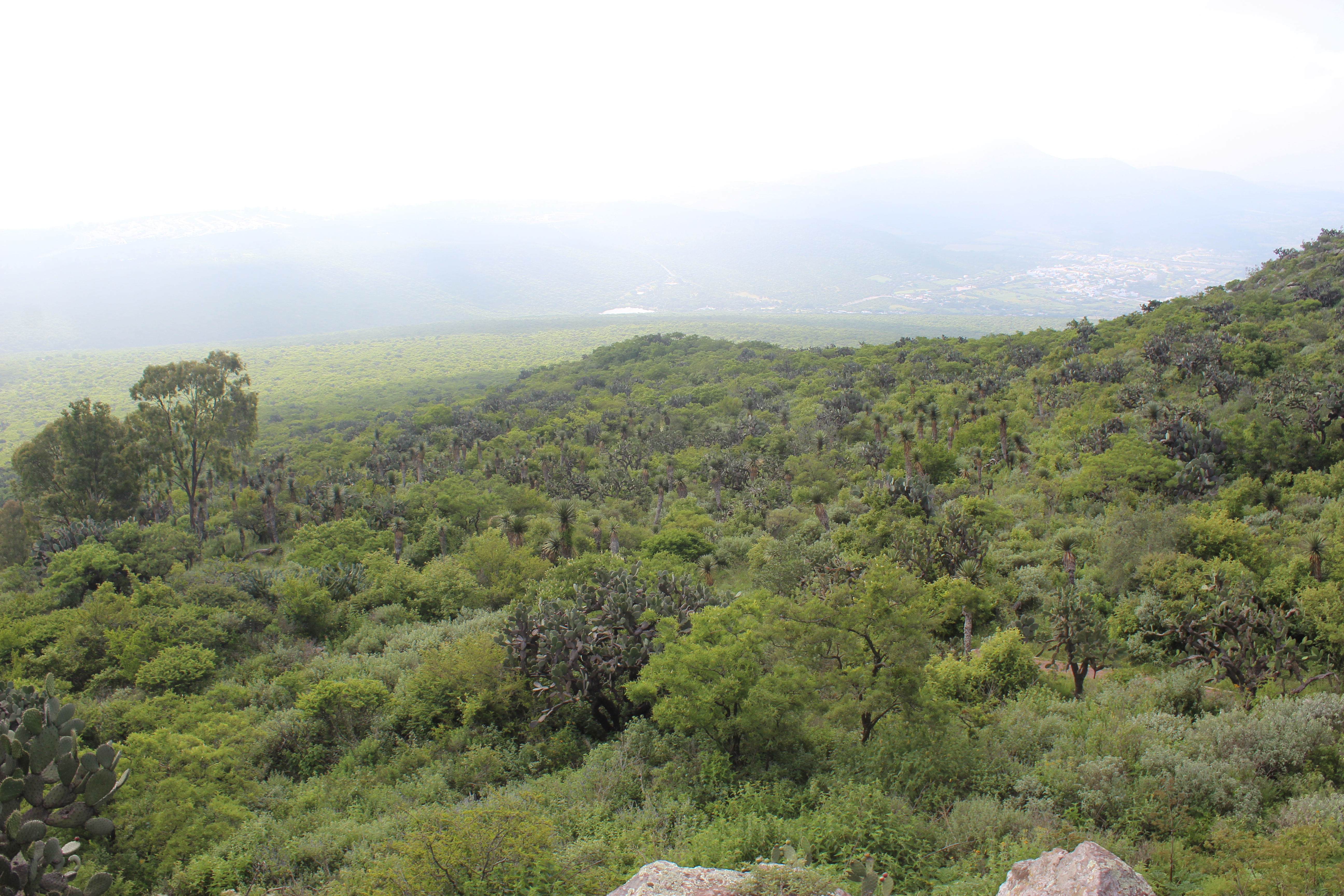
Ландшафт Національного парку Ель-Чіматаро

## Географія
Екорегіон сухих лісів Бахіо охоплює регіон Бахіо, розташований у південно-західній частині Мексиканського нагір'я. Він охоплює південь штату Гуанахуато, крайній захід Керетаро, північ Мічоакану, а також центральну та північно-східну частини штату Халіско. В його межах розташовані такі великі міста, як Гвадалахара, Морелія та Сантьяго-де-Керетаро.
Рельєф екорегіону представлений гірськими плато, що лежать на висоті 1000-2000 м над рівнем моря. Ці плато порізані численними стрімкими долинами та каньйонами, по яким протікають річки, більшість з яких належать до басейну Лерми — другої за довжиною річки Мексики. Ця річка перетинає Бахіо із заходу на схід та впадає у озеро Чапала — найбільше прісноводне озеро Мексики. З цього озера витікає Ріо-Гранде-де-Сантьяго, одна з найбільших річок Мексики, яка впадає у Тихий океан. На південному сході регіону Бахіо розташовані безстічні озера Куїтцео та Пацкуаро. Ґрунти в регіоні, як правило, неглибокі, добре дреновані та кам'янисті. З геологічної точки зору в регіоні Бахіо переважають вулканічні та осадові породи, зокрема вапняки.
З південного заходу, півдня та південного сходу Бахіо оточений горами Трансмексиканського вулканічного поясу, а з північного заходу — горами Західної Сьєрра-Мадре. Ці гори є частиною екорегіонів сосново-дубових лісів Трансмексиканського вулканічного поясу та сосново-дубових лісів Західної Сьєрра-Мадре, які також включають численні ізольовані "небесні острови", що підіймаються над рівнинами регіону. На півночі сухі ліси Бахіо переходять у більш посушливі чагарники маторалю Центральної Мексики. Деякі водно-болотні угіддя регіону, зокрема озера Пацкуаро та Куїтцео, є частиною окремого екорегіону водно-болотних угідь Центральної Мексики.

## Клімат
В межах екорегіону переважає вологий субтропічний клімат (Cwa за класифікацією кліматів Кеппена) або посушливий напівпустельний клімат (BSk або BSh за класифікацією Кеппена). Середньорічна кількість опадів тут коливається від 500 до 930 мм, більшість з яких випадають з червня по вересень. Сухий сезон в регіоні може тривати до восьми місяців.

## Флора
Основними рослинними угрупованнями екорегіону є сухі ліси, які перемежовуються великими ділянками субтропічних чагарників маторалю. Більшість сухих лісів ростуть на схилах глибоких каньйонів, на нижчих висотах, ніж сосново-дубові ліси, та на більших висотах, ніж сухі листяні ліси. Листяні ліси раніше переважали на низьких висотах екорегіону, однак наразі значна частина з них була знищена або деградувала та перетворилася на мозаїку лісів, колючих чагарників та маторалю. Серед дерев, поширених в лісах екорегіону, слід відзначити копалову бурзеру (Bursera copallifera), двоперисту бурзеру (Bursera bipinnata), брузеру Палмера (Bursera palmeri), пало-бобо (Ipomoea murucoides), волосисті кручені паничі (Ipomoea intrapilosa), каштанолисту сейбу (Ceiba aesculifolia), танкуауетський молочай (Euphorbia tanquahuete), сизу левкену (Leucaena leucocephala) та розлоге кебрачо (Lysiloma divaricatum). В їх підліску поширені чагарники солодкої акації (Vachellia farnesiana) та багатоколосої ейзенгардтії (Eysenhardtia polystachya), а також різноманітні трав'янисті рослини, такі як струнка грама (Bouteloua repens), короткоповисла грама (Bouteloua curtipendula), гострянковий кучерявий мескіт (Hilaria cenchroides), пряма мюленбергія (Muhlenbergia stricta) та жорстка мюленбергія (Muhlenbergia rigida). У колючих чагарникових заростях екорегіону переважають гладенькі мескіти (Prosopis laevigata) та солодкі мавпячі сережки (Pithecellobium dulce), а також купини приморського дворядника (Distichlis spicata) та туполистої калінії (Kalinia obtusiflora). Основу чагарників маторалю складають папоротелисті акації (Vachellia pennatula), а також інші види акацій (Acacia spp.) та різноманітні кручені паничі (Ipomoea spp.), бурзери (Bursera spp.), опунції (Opuntia spp.) та стеноцереуси (Stenocereus spp.).
Сухі ліси Бахіо значно постраждали від урбанізації регіону та розширення поселень, яке почалося століття тому. Колись сухі листяні ліси займали понад 11 000 км² екорегіону, але наразі вони існують лише як невеликі ізольовані гаї, площа кожного з яких не перевищує 20 км². Залишки сухих лісів збереглися переважно на вершинах окремих пагорбів та гір. Раніше сухі ліси утворювали великі й густі насадження заввишки до 6-12 м, які охоплювали величезні території. На одному гектарі могло рости до 6000 дерев, що належали до 57 різних видів. Сучасний ландшафт Бахіо складається з мозаїки сільськогосподарських угідь, розрізнених боліт та озер, а також ділянок вторинних лісів, що перебувають на різних стадіях сукцесії.

## Фауна
Серед поширених в екорегіоні ссавців слід відзначити білохвостого оленя (Odocoileus virginianus), білобокого зайця (Lepus callotis), флоридського кролика (Sylvilagus floridanus), скельного ховраха (Otospermophilus variegatus), віргінського опосума (Didelphis virginiana), дев'ятипоясного броненосця (Dasypus novemcinctus), хвостатого кажана Мерріама (Nyctinomops femorosaccus) та жовтого кажана Аллена (Baeodon alleni). Серед хижаків, поширених в регіоні Бахіо, слід відзначити північноамериканську пуму (Puma concolor couguar), руду рись (Lynx rufus), койота (Canis latrans), сіру лисицю (Urocyon cinereoargenteus), довгохвосту ласицю (Neogale frenata), північноамериканську котофредку (Bassariscus astutus), американського свинорилого скунса (Conepatus leuconotus), довгохвостого скунса (Mephitis macroura) та звичайного ракуна (Procyon lotor). Ендеміками екорегіону є ла-пальмські оленячі миші (Peromyscus sagax), поширені в кактусових чагарниках на північному заході Мічоакану. Раніше в регіоні зустрічалися мексиканські вовки (Canis lupus baileyi) та ягуари (Panthera onca), однак наразі вони тут вимерли.
Серед поширених в екорегіоні птахів слід відзначити великого індика (Meleagris gallopavo), каліфорнійського голуба (Patagioenas fasciata), каліфорнійську таязуру-подорожника (Geococcyx californianus), малого ані (Crotophaga sulcirostris), малого анаперо (Chordeiles acutipennis), синьогорлого цинантуса (Cynanthus latirostris), пустельного колібрі-білозора (Calothorax lucifer), північного колібрі-герцога (Eugenes fulgens), рудокрилу амазилію-берила (Saucerottia beryllina), фіолетовоголову агиртрію (Ramosomyia violiceps), пустельного канюка (Parabuteo unicinctus), білохвостого шуліку (Elanus leucurus), американського боривітра (Falco sparverius), аргентинську каракару (Caracara plancus), віргінського пугача (Bubo virginianus), вусату сплюшку (Megascops trichopsis), ошатноперого трогона (Trogon elegans), золотоголову гілу (Melanerpes aurifrons), золотистого декола (Colaptes auratus), мексиканського аратингу (Eupsittula canicularis), північного тиранчика-тонкодзьоба (Camptostoma imberbe), товстодзьобого тирана (Tyrannus crassirostris), темноголового копетона (Myiarchus tuberculifer), чорного феба (Sayornis nigricans), мексиканського віреона (Vireo nelsoni), сизу комароловку (Polioptila caerulea), південного дрозда-короткодзьоба (Catharus aurantiirostris), бронзовокрилого солітаріо (Myadestes occidentalis), блідого чінголо (Peucaea botterii), рудоголового коронника (Basileuterus rufifrons), американського сорокопуда (Lanius ludovicianus), чорногузого трупіала (Icterus wagleri), пурпурову скригнатку (Passerina versicolor), синю скригнатку (Passerina caerulea), чорноголового кардинала-довбоноса (Pheucticus melanocephalus) та бурогузого зерноїда (Sporophila torqueola).
Загалом біорізноманіття екорегіону є не дуже великим, за винятком озера Чапала, яке підтримує багату іхтіофауну, що включає низку ендеміків, які перебувають під загрозою зникнення.

## Збереження
Регіон Бахіо є одним з найбільш розвинутих регіонів Мексики з точки зору промисловості та сільського господарства. Розвиток інфраструктури в регіоні почався ще з початку XVIII століття, оскільки його ґрунти та рельєф ідеальні для експлуатації людьми. В результаті лише близько 5 % природного рослинного покриву екорегіону є відносно незайманими. Основними загрозами для збереження залишків природи регіону є надмірний випас худоби та видобування корисних копалин.
Оцінка 2017 року показала, що 1451 км², або 4 % екорегіону, є заповідними територіями. Природоохоронні території включають: Національний парк Серро-де-лас-Кампанас, Національний парк Ель-Чіматаріо, Національний парк Лаго-де-Камекуаро, Біосферний заповідник Ла-Прімавера, Національну пам'ятку Сьєте-Лумінаріас та Заповідну зону Сьєрра-дель-Агіла.